# Quimera (revista)
Quimera es una revista española de literatura y análisis literario, fundada en Barcelona en 1980, de periodicidad mensual.
Su primer número apareció en noviembre de 1980 y contó con un editorial escrito por Octavio Paz. En sus páginas han escrito premios Nobel como José Saramago, Mario Vargas Llosa, Octavio Paz, Camilo José Cela, Gabriel García Márquez y Günter Grass; premios Cervantes como Jorge Luis Borges, Augusto Roa Bastos, Sergio Pitol, Guillermo Cabrera Infante, Antonio Gamoneda; premios Princesa de Asturias de las Letras como Carlos Fuentes o Augusto Monterroso, así como otros importantes escritores de proyección internacional: Juan Goytisolo, Milan Kundera, Raymond Carver, Mario Benedetti, Jean Genet, Susan Sontag y William Burroughs.
A partir de mayo de 2013 se hizo cargo de la dirección de la revista el escritor y crítico Fernando Clemot. El equipo de la nueva etapa quedó constituido por Miguel Riera Montesinos (editor), Fernando Clemot (director), Juan Vico (redactor jefe entre 2013 y 2015), Jordi Gol (redactor jefe desde 2015), Álex Chico, Ginés S. Cutillas, e Iván Humanes en el consejo de redacción. El diseño y la maquetación están a cargo de Jordi Gol, mientras que de la página web y las redes sociales se encarga Eva Díaz Riobello.
En marzo de 2017 la revista celebró la publicación de su número 400 con un número conmemorativo que rescataba entrevistas a autores como Susan Sontag, Julio Cortázar, António Lobo Antúnes, Jean Genet o Djuna Barnes. 

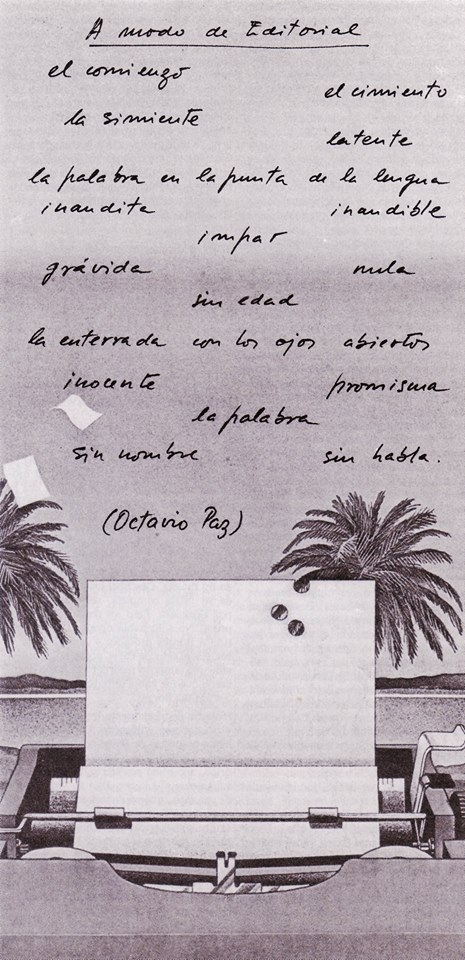
Editorial de Octavio Paz al número 1 de Quimera, noviembre de 1980.

## Premio Quimera al mejor libro del año
En 2014 se convocó el Premio Quimera al mejor libro publicado el año anterior, con dos categorías de narrativa y poesía.

### Narrativa
El libro ganador fue La habitación oscura de Isaac Rosa.
Los autores y libros finalistas fueron Juan Gabriel Vásquez (Las reputaciones
), Ricardo Piglia (El camino de Ida
), Rafael Chirbes (En la orilla
), Max Aub (Buñuel. Novela
), Lara Moreno (Por si se va la luz), Eloy Tizón (Técnicas de iluminación
), Jesús Carrasco (Intemperie), Gonzalo Hidalgo Bayal (La sed de sal
) y Rolando Hinojosa (Estampas del Valle).

### Poesía
El libro ganador fue Insumisión de Eduardo Moga.
Los autores y libros finalistas fueron Rosa Lentini (Tuvimos), Rafael Saravia (Carta blanca), Álvaro Valverde (Plasencias), Joan de la Vega (Y tú, Pirene), Basilio Sánchez (Cristalizaciones), Mateo Rello (Meridional asombro), Rafael Mammos (Casas rivales), Abraham Gragera (El tiempo menos solo) y Erika Martínez (El falso techo).